# Boa Veronika

## Pályafutása
1984-1996 Zeneiskolai alaptanulmányok, 6 hangszeren tanult, magyar népdalénekes volt Lentiben és környékén (Kerka táncegyüttes), 1997-től néhány évig a Nessie Rock Band vokalistája volt (mely később egybeolvadt a Sipőcz Rock Banddel, alapító tagja például Kondor Tamás). Szombathelyen a Homo Ludens Zenés színpadnál is játszott, legfontosabb szerepei: Grizabella (Macskák) és a Kondor Tamás által írt VILLONgás musical női főszerepe, Marion. 1998-2005, majd 2017-2021 a zalai Hétrét világzenei zenekar főénekese volt, legnagyobb sikerük a Sziget Fesztivál Világzenei Nagyszínpadi fellépésük volt és több kiadott lemez, melyből kettőn Veron volt a női szólóénekes. 2004-2007 a Mászene Band énekese, jazz-blues stílusban, illetve partyzenekarként is dolgoztak Szombathelyen és Ausztriában (alapító tag: Morris Pedro). 2005-2006 Békéscsabai Jókai Színház, színiiskola, énekes-szöveges szerep egy musicalben (Nine) ahol többek között Szomor Györggyel és Peller Annával játszhatott-énekelhetett szólót egy darabban, illetve a színiiskola stúdió darabjaiban voltak szerepei, de később a színészi pályát elhagyta, hogy csak az énekesi karrierje kerülhessen fókuszba. 2005-től néhány évig Aureola Project néven saját zenekara volt Bonczó István zeneszerző-gitáros és Farkas Gabriella vokalista társaságában. A zenekar Veron saját dalait, verseit játszotta. 1999 óta: Külföldi lemezvokál-munkái voltak, session vokál feladatok magyar rádióimage-k számára: Gold FM, Gerilla Rádió, Rádió VIP (legalább 10 vidéki és erdélyi magyar adó). 2007 óta lírai örökzöld-jazz, nosztalgia-retro sláger-és musical-estekkel lép fel rendezvényeken, illetve éttermekben, szállodákban, falunapokon, fesztiválokon, illetve saját  estjével, az Ezüst Szitakötőkkel is fellép, melyben saját szerzemények, megzenésített versei és Hétrét dalok, ileltve ismert világzenei dalok hangzanak el. 2010 óta A gyulai Wellness Hotel kizárólagos előadója a karácsonyi ünnepek alatt - lírai bar jazz, örökzöldek. 2012 óta elektronikus zenei munkákban is részt vesz: DJ Hlásznyik Péterrel, legnagyobb slágerük az All That I Used to Do, amit a Rádió 1 is rendszeresen játszott. 2020 óta gyermekműsorokat is ad és beindította a Zenebölcsi Veronnal baba-mama foglalkozásait, kiskoncertekkel egybekötve, 2025 óta a Békés megyei Mediterrán Partyzenekar női énekese.

## Albumok

### Hétrét
- Hetric Free Folk
- Nembánomból vanabánom
- Muskétások táncszínházi aláfestő zene

## Kislemezek
- 2011 BvsO/Pi-Rex (Király Péter) Feat Veron - By The Gates
- 2012 Dj Hlásznyik/Wave Rider feat Veron: Blow my Mind
- 2013 Dj Hlásznyik/Zso feat. Veron: All That I Used to Do
- 2012-2013 DJ Nyári feat Veron: Everybody Get Up[2]
- 2016: Dj Hlásznyik/Wave Rider feat Veron: Wanna Be Free